# Eancé
Eancé (bret. Aentieg) – miejscowość i gmina we Francji, w regionie Bretania, w departamencie Ille-et-Vilaine.
Według danych na rok 1990 gminę zamieszkiwało 336 osób, a gęstość zaludnienia wynosiła 20 osób/km² (wśród 1269 gmin Bretanii Eancé plasuje się na 923. miejscu pod względem liczby ludności, natomiast pod względem powierzchni na miejscu 603.).